# Matthias Lütolf
 (août 2020).
Pour les articles homonymes, voir Lütolf.
Matthias Lütolf, né en 1973, est un ingénieur biomédical suisse. Il est professeur ordinaire à l'Institut de bio-ingénierie et à l'Institut des sciences et ingénierie chimiques de l'École polytechnique fédérale de Lausanne (EPFL) depuis 2018, où il dirige le Laboratoire de bio-ingénierie des cellules souches.
Depuis 2021, il est aussi le directeur scientifique de l'Institute for Translational Biology de Roche à Bâle.

## Biographie
Matthias Lütolf naît en 1973.
Il reçoit un diplôme en génie des matériaux de l'École polytechnique fédérale de Zurich (ETHZ) en 1999. Il y effectue par la suite ses études doctorales sous la direction de Jeffrey Hubbell jusqu'en 2003. Sa thèse de doctorat est récompensée par une médaille de l'ETHZ en 2004.
De 2005 à 2007, l'obtention d'une bourse postdoctorale lui permet de poursuivre sa carrière dans le laboratoire d'Helen Blau en biologie des cellules souches à l'Université de Stanford,.
En 2007, il rejoint l'École polytechnique fédérale de Lausanne (EPFL) pour fonder son propre groupe de recherche. Il y est nommé professeur associé en 2014, puis professeur ordinaire en 2018 à la Faculté des sciences de la vie. Il est directeur de l'Institut de bio-ingénierie de l'EPFL de 2014 à 2018,.

## Recherche
Les recherches menées par Matthias Lütolf et son équipe se concentrent sur la bio-ingénierie des organoïdes, générés à partir de cellules souches auto-organisées. Son laboratoire cherche également à comprendre la façon dont des micro-environnements tridimensionnels complexes contrôlent le comportement des cellules souches.

## Distinctions
Adhésions :
- Membre élu de l'Organisation européenne de biologie moléculaire (EMBO) (2018)[6]

Prix :
- Médaille ETH, thèse de doctorat (2004)
- Prix du jeune chercheur européen (EURYI) (2007)[7]

Éditeur :
- Biomaterials Science, éditeur associé[8]
- Scientific Reports, membre du comité de rédaction

Startups :
- QGel[9],[10],[11]
- SUN Bioscience[12],[13]